# Silvestro Pisa
Silvestre Pisa, italianizzato in Silvestro Pisa (Buenos Aires, 4 aprile 1916 – Buenos Aires, 16 dicembre 1975), è stato un calciatore e allenatore di calcio argentino, di ruolo centrocampista o attaccante.
È il fratello maggiore di Anselmo Pisa, ed era pertanto noto come Pisa I.

## Carriera
Arriva in Italia nella stagione 1939-40 acquistato dalla Lazio, su segnalazione del direttore sportivo Alfredo Di Franco, e proveniente dall'Independiente Avillaneda. Esordisce con un gol in Modena-Lazio (1-1) del 17 settembre 1939. Successivamente è autore di una doppietta in Lazio-Juventus (4-0) del 19 settembre 1939.
La stagione più redditizia in termini realizzativi è la 1941-42 quando segna 14 reti in 27 partite formando una coppia-gol con Silvio Piola (32 gol complessivi dei due). Segna una tripletta nel 5-0 del 15 febbraio 1942 nell'incontro casalingo contro la Triestina. La sua esperienza italiana si conclude nel 1943 con 92 presenze con la Lazio (82 di campionato e 10 di Coppa Italia) e 34 reti (32, 2).
Dopo una breve parentesi con la maglia del Peñarol, Pisa I torna in Argentina rivestendo il ruolo di giocatore-allenatore del Nacional Argentino di Mendoza e, dopo aver abbandonato l'attività agonistica, viene scelto come tecnico del Deportivo Italiano.

## Collegamenti esterni

Una formazione della Lazio 1942-43 con Silvestro Pisa accosciato, secondo da sinistra

## Statistiche

### Presenze e reti nei club
| Stagione             | Squadra              | Campionato           | Campionato | Campionato |
| Stagione             | Squadra              | Comp                 | Pres       | Reti       |
| -------------------- | -------------------- | -------------------- | ---------- | ---------- |
| 1935                 | Lanús                | PD                   | ?          | ?          |
| 1936                 | Lanús                | PD                   | ?          | ?          |
| Totale Lanus         | Totale Lanus         | Totale Lanus         | 31         | 15         |
| 1937                 | Independiente        | PD                   | 6          | 4          |
| 1938                 | Platense             | PD                   | 11         | 9          |
| 1939                 | Independiente        | PD                   | ?          | ?          |
| Totale Independiente | Totale Independiente | Totale Independiente | 6+         | 4+         |
| 1939-40              | Lazio                | A                    | 21         | 9          |
| 1940-41              | Lazio                | A                    | 9          | 1          |
| 1941-42              | Lazio                | A                    | 27         | 14         |
| 1942-43              | Lazio                | A                    | 25         | 8          |
| Totale Lazio         | Totale Lazio         | Totale Lazio         | 82         | 32         |
| 1944                 | Peñarol              | PDU                  | ?          | ?          |
| Totale carriera      | Totale carriera      | Totale carriera      | 130+       | 60+        |

## Palmarès

### Calciatore
- Campionato argentino: 1

Independiente: 1938